# 日本製鉄グループ
日本製鉄グループ（にっぽんせいてつグループ）は、日本製鉄株式会社を中核とした日本の企業グループである。

## 日本国内グループ企業

### 製鉄事業

#### 鉄鋼
- 製銑・製鋼・熱間圧延
  - 日鉄ステンレス
  - 王子製鉄
  - 大阪製鐵
  - 北海製鉄
  - NS棒線
  - 日鉄スチール
  - 山陽特殊製鋼
- メッキ・塗装
  - 日鉄鋼板
  - 日鉄建材
- 造管
  - 鶴見鋼管
  - 西村工機
  - 日鉄ステンレス鋼管
  - 日鉄大径鋼管
  - 日鉄工材
- 線材二次加工
  - 日鉄溶接工業
  - 日鉄SGワイヤ
  - 日鉄プロセッシング
  - 日鉄精圧品
  - 日鉄精密加工
  - 日鉄ボルテン
- 鋼板加工
  - ワコースチール
  - ウエアハウス工業
  - 東海鋼材工業
  - 小松シヤリング
  - サカコー
  - 富士鉄鋼センター
  - 日鉄神鋼シャーリング
  - 日鉄ドラム
  - 日鉄電磁
- その他
  - 日鉄ハード
  - 日鉄防蝕
  - 日鉄ロールズ
  - 第一鉄鋼
  - 中央電気工業
  - 日鉄神鋼メタルリファイン

#### 機械
- 日鉄関西マシニング

#### ガラス・土石製品
- エスメント関東
- エスメント中部
- 黒崎播磨

- ジオスター
- テツゲン
- 日鉄高炉セメント

- 日鉄スラグ製品
- 日鉄セメント

#### 鉱業
- 日鉄鉱業
  - 八戸鉱山

#### 物流・運輸
- 日鉄物流

- NSユナイテッド海運

#### 商社
- 日鉄物産
- 電機資材

#### 調査研究
- 日鉄総研
- 日鉄テクノロジー

#### 建設・設備
- 日鉄テックスエンジ
- 日鉄レールウェイテクノス

#### 環境・エネルギー
- 関西タイヤリサイクル
- 日鉄環境
- 東海共同発電株式会社

#### 総合サービス
- 日鉄鹿島ビジネス
- 日鉄ビジネスサービス大分
- 日鉄ビジネスサービス鹿島

- 日鉄ビジネスサービス関西
- 日鉄ビジネスサービス千葉
- 日鉄ビジネスサービス東海

- 日鉄ビジネスサービス室蘭
- 日鉄ビジネスサービス八幡
- 日鉄ビジネスサービス和歌山

#### 不動産
- 日鉄興和不動産
  - 興和不動産ファシリティーズ
  - 日鉄コミュニティ
- 日鉄興産

#### 金融・保険
- 日鉄保険サービス
- 日鉄ファイナンス

#### スポーツクラブ運営
- 鹿島アントラーズ・エフ・シー
- ブレイザーズスポーツクラブ

### エンジニアリング事業
- 日鉄エンジニアリング
  - エヌエスウインドパワーひびき
  - NSプラント建設
  - かずさクリーンシステム
  - 日鉄エネルギーサービス
  - 日鉄オフショアコンストラクション
  - 日鉄環境エネルギーソリューション
  - 日鉄パイプライン&エンジニアリング

### 化学事業・新素材事業
- 日鉄ケミカル&マテリアル
  - エスエーカーボン
  - NSスチレンモノマー
  - シーケム
  - 新日化エア・ウォーター
  - 日鉄エポキシ製造
  - 日鉄カーボン
  - 日鉄機能材製造
  - 新日本テクノカーボン
  - 東洋スチレン
  - 日本クレノール
  - 広畑ターミナル
  - 日鉄マイクロメタル
  - 日本グラファイトファイバー

### システムソリューション事業
- 日鉄ソリューションズ
  - ネットワークバリューコンポネンツ
  - NSSLCサービス
  - NSフィナンシャルマネジメントコンサルティング
  - NSソリューションズ東京
  - NSソリューションズ中部
  - NSソリューションズ関西
  - 九州NSソリューションズ
  - 東北NSソリューションズ
  - 北海道NSソリューションズ
  - 金融エンジニアリング・グループ

## 日本国外グループ主要製造企業

### 中華人民共和国
- - 恵州日鉄鍛造
  - 日鉄冷鐓鋼線（蘇州）
  - 無錫日鉄鋼管
  - 武鋼日鉄（武漢）鍍錫板 - 武漢鋼鉄との合弁
  - Suzuki Garphyttan (Suzhou)
  - 寧波山陽特殊鋼製品
  - 鈴木住電鋼線製品（広州）

### タイ王国
- - NIPPON STEEL PIPE (THAILAND)
  - NIPPON STEEL Steel Processing (Thailand)
  - NS-Siam United Steel
  - Thai Precision Products
  - SKJ Metal Industries
  - Thai Special Wire
  - ジー・スチール（タイ語版）
  - G J STEEL PUBLIC COMPANY
  - NS BlueScope (Thailand)  - ブルースコープ（英語版）との合弁

### ベトナム社会主義共和国
- - NIPPON STEEL SPIRAL PIPE VIETNAM
  - CHINA STEEL AND NIPPON STEEL VIETNAM JOINT STOCK COMPANY - 中国鋼鉄との合弁
  - VIETNAM NIPPON STEEL PIPE
  - NS BlueScope Vietnam - ブルースコープとの合弁

### インドネシア共和国
- - PT. INDONESIA NIPPON STEEL PIPE
  - PT KRAKATAU NIPPON STEEL SYNERGY - クラカタウ・スチール（英語版）合弁
  - PT. Pelat Timah Nusantara Tbk.
  - PT. KRAKATAU OSAKA STEEL - 大阪製鐵とクラカタウ・スチールの合弁
  - PT NS BlueScope Indonesia - ブルースコープとの合弁

### インド
- - SMI AMTEK CRANKSHAFT - AMTEKとの合弁
  - ArcelorMittal Nippon Steel India - アルセロール・ミタルとの合弁
  - Jamshedpur Continuous Annealing and Processing Company
  - NIPPON STEEL PIPE INDIA
  - Sanyo Special Steel Manufacturing India

### その他アジア
- - NS BlueScope Malaysia Sdn Bhd - ブルースコープとの合弁（マレーシア）
  - VAM® BRN SDN BHD（ブルネイ）
  - National Pipe Company（サウジアラビア）
  - Al Ghurair Iron & Steel - アル・グレア・グループ（英語版）合弁（アラブ首長国連邦）

### ヨーロッパ
- - オバコ（英語版）（スウェーデン）
  - Suzuki Garphyttan（スウェーデン）
  - Ovako AB (Imatra)（フィンランド）
  - SUZUKI GARPHYTTAN（イギリス）

### アメリカ合衆国
- - スタンダード・スチール
  - NIPPON STEEL PIPE AMERICA
  - インターナショナル・クランクシャフト
  - Suzuki Garphyttan
  - INDIANA PRECISION FORGE
  - WHEELING-NIPPON STEEL
  - スチールスケープ - ブルースコープとの合弁
  - USスチール

### メキシコ合衆国
- - テニガル
  - NIPPON STEEL PIPE MEXICO
  - Sanyo Special Steel Manufacturing
  - SUZUKI GARPHYTTAN

### ブラジル連邦共和国
- - Usinas Siderúrgicas de Minas Gerais
  - ウニガル - ウジミナスとの合弁